# Kakaja čudnaja igra
Kakaja čudnaja igra (Какая чудная игра) è un film del 1995 diretto da Pëtr Todorovskij.

## Trama
Questa è la storia di quattro giovani che vivono in un dormitorio di campagna dell'Istituto d'Arte. Sono talentuosi, inventivi, inclini all'improvvisazione e alle battute pratiche. Vivono allegramente, anche se di mano in bocca, amano, soffrono e flirtano con i loro giochi così tanto che dimenticano in che momento terribile vivono. Era l'inizio degli anni Cinquanta, Stalin era ancora vivo.